# Sekssymbool

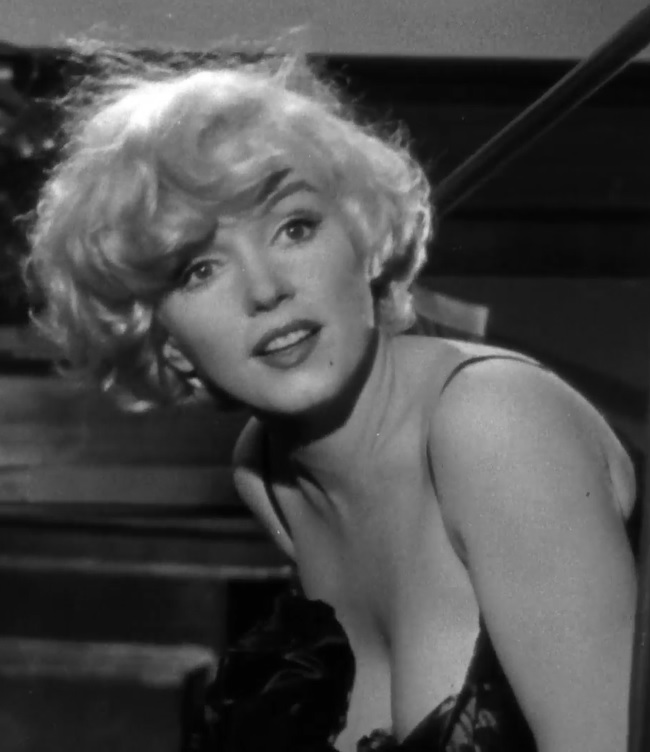
Marilyn Monroe

Een sekssymbool is een beroemd persoon — man of vrouw — die door een groot deel van de mensen als seksueel aantrekkelijk wordt beschouwd. De term werd voor het eerst gebruikt rond het jaar 1911. Hoewel de aantrekking vooral het uiterlijk betreft, kunnen ook andere eigenschappen een rol spelen, zoals charisma, zelfvertrouwen, macht, succes en rijkdom.
Een sekssymbool moet niet worden verward met een seksesymbool, een teken waarmee vooral in de biologie de sekse van een organisme aan wordt gegeven: ♀ voor vrouwen en ♂ voor mannen.

## Film
De filmindustrie heeft een belangrijke rol gespeeld bij de opkomst van sekssymbolen. Een van de eerste sekssymbolen was de Deense actrice Asta Nielsen in de jaren 10 en 20 van de 20e eeuw. In die tijd speelde taalbarrières nog geen rol, omdat de films nog geen geluid hadden, zodat veel sekssymbolen (veel vaker dan later) niet-Engelstalig waren. Doorheen de decennia produceerde elke tijdsperiode haar eigen sekssymbolen, waaronder Sessue Hayakawa, Rudolph Valentino, Clara Bow, Theda Bara, Greta Garbo, Jean Harlow, Mae West, Marlene Dietrich, Gary Cooper, Henry Fonda, Clark Gable, Cary Grant, Rita Hayworth, Lauren Bacall, Humphrey Bogart, Marilyn Monroe, Marlon Brando, James Dean, Diana Dors, Brigitte Bardot, Jayne Mansfield, Sophia Loren, Grace Kelly, Elizabeth Taylor, Sean Connery, Raquel Welch, Steve McQueen, Paul Newman, Robert Redford, Bruce Lee, Tanya Roberts, Farrah Fawcett, John Travolta, Olivia Newton John, Harrison Ford, Arnold Schwarzenegger, Leonardo DiCaprio, Angelina Jolie, Brad Pitt, Denzel Washington, Johnny Depp, ...
Alhoewel de meeste acteurs op jonge leeftijd sekssymbolen worden zijn er ook opvallende uitzonderingen. Mae West was al op middelbare leeftijd toen haar filmcarrière begon en werd grotendeels eerder een sekssymbool dankzij haar schalkse dubbelzinnige erotische opmerkingen dan haar uiterlijk. Sean Connery werd voor het eerst een sekssymbool in de gedaante van James Bond, toen hij al een stuk in de 30 was, maar werd ook later op oudere leeftijd nog steeds als een mannelijk sekssymbool gezien.

## Andere media
Alhoewel films nog steeds belangrijk zijn, zijn de meeste sekssymbolen tegenwoordig afkomstig uit televisieseries (met name soap-series), de mode-industrie en de muziekindustrie.

### Muziek
De muziekindustrie heeft ook vele sekssymbolen voortgebracht. Zangers die romantische ballades brachten, zoals Frank Sinatra, zijn waarschijnlijk de oudste voorbeelden. Het succes van popsterren als Elvis Presley, The Beatles, Mick Jagger, David Bowie, The Osmonds, Michael Jackson, Madonna, Justin Timberlake, en vooral het Boyband- en meidengroepgenre hebben bewezen dat een knap uiterlijk in combinatie met romantische muziek helpt om door fans tot sekssymbool te worden verheven. Sinds de komst van de videoclip kunnen de visuele kenmerken nog meer worden uitgespeeld om het publiek te prikkelen.

### Politiek
Macht werkt ook sterk erotiserend. Politici als John F. Kennedy, Bill Clinton, Ronald Reagan, Jacqueline Kennedy Onassis of leden van koninklijken bloede als prinses Sissi en Lady Di wordt eveneens sexappeal toegeschreven. In sommige gevallen worden ook mensen die in normale omstandigheden allesbehalve als aantrekkelijk zouden worden aanzien toch sekssymbolen, zoals de Amerikaanse politicus en diplomaat Henry Kissinger die tijdens zijn actieve carrière vaak in het gezelschap van knappe jonge vrouwen gezien werd.

### Fictie
Naast personen van vlees en bloed, zijn er ook fictieve sekssymbolen, onder meer in de Japanse anime en manga speelt dit een grote rol. Maar ook in animatiefilms (Betty Boop, Jessica Rabbit, Turanga Leela, ...), strips (Wonder Woman, Olga Lawina, Thorgal, Fanny Kiekeboe,...) en videospelletjes (Lara Croft) kunnen zulke figuren voorkomen.